# Festival du cinéma grec 1990
Le Festival du cinéma grec de 1990 fut la 31e édition du Festival international du film de Thessalonique. Elle se tint du 1er au 7 octobre 1990.

## Palmarès
- L'Amour sous les palmier-dattiers : meilleur film, meilleur acteur
- Singapore Sling : meilleur réalisateur, meilleure actrice, meilleure image
- Βιοτεχνία ονείρων : meilleur jeune réalisateur, meilleure actrice dans un second rôle, meilleurs décors, meilleur maquillage
- Σημάδια της νύχτας : meilleur jeune réalisateur, meilleur montage
- Le Passage : meilleur scénario
- Aenigma est : meilleur documentaire, meilleure musique
- Niké de Samothrace : meilleurs costumes, meilleur son